# Dongfeng Peugeot-Citroën
Dongfeng Peugeot-Citroën,, раніше Dongfeng Peugeot-Citroën Automobile Co., Ltd. (DPCA) — з 1992 по 2021 рік, було спільним китайським підприємством між виробниками автомобілів Dongfeng Motor Corporation і Stellantis (відомим як PSA Peugeot Citroën на час утворення спільного підприємства). Розташоване в Ухані, столиці провінції Хубей, виробляло моделі Peugeot і Citroën для продажу в Китаї.
Його автомобілі дуже подобаються споживачам, а бренд Citroën отримав один із найвищих балів у опитуванні задоволеності клієнтів у 2014 році, проведеному JD Power у Китаї.
Не всі продукти Stellantis, що продаються в Китаї, були продані або виготовлені спільним підприємством компанії Dongfeng. Моделі DS Automobiles колись були доменом колишнього спільного підприємства Changan PSA з Changan Automobile.